# Садыгов, Вагиф Исмаил оглы
Вагиф Исмаил оглы Садыгов (азерб. Vaqif İsmayıl oğlu Sadıqov; род. 2 ноября 1956, Баку) — азербайджанский дипломат. Посол Азербайджана в Бельгии.

## Биография
Родился 2 ноября 1956 года в Баку. В 1978 году окончил Азербайджанский университет языков, факультет английского языка. Кандидат филологических наук (1986). 
До конца 1991 года работал старшим педагогом кафедры английского языка Азербайджанского университета языков.
С 1992 года на дипломатической службе. 
С 1993 по 1995 год — начальник отдела МИД Азербайджана по военно-политическим вопросам.
9 апреля 1995 года присвоен ранг чрезвычайного и полномочного посла. 
Посол Азербайджана в Австрии (9 апреля 1995 — 11 мая 2004). Одновременно являлся представителем Азербайджана при ЮНИДО и ОБСЕ, отделении ООН в Вене. 
Заместитель министра иностранных дел Азербайджана (11 мая 2004 — 29 октября 2010). Занимался вопросами сотрудничества с ЮНЕСКО, Организацией исламского сотрудничества, вопросами мультикультурализма и межцивилизационного диалога.
Посол Азербайджана в Италии (29 октября 2010 — 23 декабря 2015). Одновременно являлся послом Азербайджана на Мальте, в Сан-Марино (13 декабря 2010 — 23 декабря 2015).
Постоянный представитель Азербайджана при ООН в Женеве (27 января 2016 — 26 июля 2021).
Посол Азербайджана в Бельгии (с 26 июля 2021). Одновременно посол Азербайджана в Люксембурге (с 10 декабря 2021), глава представительства Азербайджана при ЕС (с 15 сентября 2021).

## Награды
- Орден «За службу Отечеству» 3-й степени (9 июля 2019, за плодотворную деятельность в органах дипломатической службы Азербайджанской Республики)[16].